# Нікола Мурру
Нікола Мурру (італ. Nicola Murru, нар. 16 грудня 1994, Кальярі) — італійський футболіст, захисник клубу «Сампдорія».
Виступав за молодіжну збірну Італії.

## Клубна кар'єра
Народився 16 грудня 1994 року в місті Кальярі. Вихованець футбольної школи місцевого однойменного клубу. Дорослу футбольну кар'єру розпочав 2011 року в основній команді «Кальярі», в якій провів шість сезонів, взявши участь у 98 матчах чемпіонату. 
Влітку 2017 року перейшов до «Сампдорії».
17 вересня 2020 року на умовах оренди з правом викупу приєднався до «Торіно». За сезон 2020/21 відіграв за туринську команду 14 ігор у чемпіонаті, а влітку 2021 року повернувся до «Сампдорії».

## Виступи за збірні
2011 року дебютував у складі юнацької збірної Італії (U-17), загалом на юнацькому рівні взяв участь у 28 іграх.
Протягом 2014–2017 років залучався до складу молодіжної збірної Італії. На молодіжному рівні зіграв у 10 офіційних матчах.

## Статистика виступів

### Статистика клубних виступів
Станом на 30 серпня 2021 року
| Сезон                 | Команда               | Чемпіонат             | Чемпіонат | Чемпіонат | Національний кубок | Національний кубок | Національний кубок | Континентальні кубки | Континентальні кубки | Континентальні кубки | Інші змагання | Інші змагання | Інші змагання | Усього | Усього |
| Сезон                 | Команда               | Ліга                  | Ігор      | Голів     | Ліга               | Ігор               | Голів              | Ліга                 | Ігор                 | Голів                | Ліга          | Ігор          | Голів         | Ігор   | Голів  |
| --------------------- | --------------------- | --------------------- | --------- | --------- | ------------------ | ------------------ | ------------------ | -------------------- | -------------------- | -------------------- | ------------- | ------------- | ------------- | ------ | ------ |
| 2011–12               | «Кальярі»             | A                     | 2         | 0         | КІ                 | 0                  | 0                  | -                    | -                    | -                    | -             | -             | -             | 2      | 0      |
| 2012–13               | «Кальярі»             | A                     | 13        | 0         | КІ                 | 2                  | 0                  | -                    | -                    | -                    | -             | -             | -             | 15     | 0      |
| 2013–14               | «Кальярі»             | A                     | 21        | 0         | КІ                 | 1                  | 0                  | -                    | -                    | -                    | -             | -             | -             | 22     | 0      |
| 2014–15               | «Кальярі»             | A                     | 8         | 0         | КІ                 | 2                  | 0                  | -                    | -                    | -                    | -             | -             | -             | 10     | 0      |
| 2015–16               | «Кальярі»             | B                     | 28        | 0         | КІ                 | 3                  | 0                  | -                    | -                    | -                    | -             | -             | -             | 31     | 0      |
| 2016–17               | «Кальярі»             | A                     | 26        | 0         | КІ                 | 1                  | 0                  | -                    | -                    | -                    | -             | -             | -             | 27     | 0      |
| Усього за «Кальярі»   | Усього за «Кальярі»   | Усього за «Кальярі»   | 98        | 0         |                    | 9                  | 0                  |                      | -                    | -                    |               | -             | -             | 107    | 0      |
| 2017–18               | «Сампдорія»           | A                     | 20        | 0         | КІ                 | 3                  | 0                  | -                    | -                    | -                    | -             | -             | -             | 23     | 0      |
| 2018–19               | «Сампдорія»           | A                     | 35        | 0         | КІ                 | 1                  | 0                  | -                    | -                    | -                    | -             | -             | -             | 36     | 0      |
| 2019–20               | «Сампдорія»           | A                     | 28        | 0         | КІ                 | 1                  | 0                  | -                    | -                    | -                    | -             | -             | -             | 29     | 0      |
| 2020–21               | «Торіно»              | A                     | 14        | 0         | КІ                 | 2                  | 0                  | -                    | -                    | -                    | -             | -             | -             | 15     | 0      |
| 2021–22               | «Сампдорія»           | A                     | 1         | 0         | КІ                 | 0                  | 0                  | -                    | -                    | -                    | -             | -             | -             | 1      | 0      |
| Усього за «Сампдорію» | Усього за «Сампдорію» | Усього за «Сампдорію» | 84        | 0         |                    | 5                  | 0                  |                      | -                    | -                    |               | -             | -             | 89     | 0      |
| Усього за кар'єру     | Усього за кар'єру     | Усього за кар'єру     | 196       | 0         |                    | 16                 | 0                  |                      | -                    | -                    |               | -             | -             | 211    | 0      |